# Аксёнов, Сергей Валерьевич
Серге́й Вале́рьевич Аксёнов (укр. Сергій Валерійович Аксьонов; род. 26 ноября 1972, Бельцы, Молдавская ССР, СССР) — российский и украинский государственный и политический деятель. Установленный Россией после аннексии глава Республики Крым с 9 октября 2014 (врио 14 апреля — 9 октября 2014). Член Бюро Высшего совета партии «Единая Россия».
Председатель установленного Россией Совета министров Республики Крым с 17 марта 2014 по 20 сентября 2019. Председатель Совета министров Автономной Республики Крым с 27 февраля по 17 марта 2014. Депутат Верховного Совета Автономной Республики Крым с 31 октября 2010 по 17 марта 2014. Председатель всеукраинской партии «Русское единство» (2008—2014).
За нарушение территориальной целостности и независимости Украины находится под международными санкциями всех стран Евросоюза, США, Великобритании и ряда других стран.

## Биография
Учился в Симферопольском высшем военно-политическом строительном училище (1993 год выпуска), однако диплом не получил. Позднее с отличием окончил Университет экономики и управления, получив степень бакалавра по специальности «Экономика предприятий», затем степень магистра по специальности «Финансы и кредит».
В 1993—1998 годах — заместитель директора кооператива «Эллада». Занимался частным предпринимательством в сфере продуктов питания, консервации.
С октября 1998 года по март 2001 года — заместитель директора ООО «Астерикс».
С апреля 2001 года — заместитель директора ООО «Фирма „Эскада“». Сам Аксёнов говоря о работе в бизнесе в 1990-е заявлял, что он занимался продуктами питания, консервацией и отправкой их за границу.
С 2008 года — член Русской общины Крыма, член общественной организации «Гражданский актив Крыма».
С 2009 года — член правления «Гражданского актива Крыма», руководимого Виталием Лазуткиным, сопредседатель Координационного совета «За русское единство в Крыму!». В этот период выступал с критикой председателя парламента Крыма Анатолия Гриценко, депутатов парламента Александра Мельника и Игоря Лукашёва, а также городского главы Симферополя Геннадия Бабенко. Аксёнов в свою очередь поддержал и назначение начальником главного управления МВД в Крыму Геннадия Москаля.
С декабря 2010 года — лидер всекрымского общественно-политического движения «Русское единство», образованного слиянием «Русской общины Крыма» Сергея Цекова, «Гражданского актива Крыма», Всекрымского движения «Русское единство» самого Аксёнова и ряда других организаций.
С 2010 года — депутат Верховного Совета Автономной Республики Крым по многомандатному округу от «Русского единства», набравшего 4 % голосов на выборах в Верховный совет Крыма.
28 октября 2012 года на выборах в Верховную раду Украины набрал 9 % голосов избирателей, заняв четвёртое место в одномандатном округе.
Аксёнов — президент Федерации греко-римской борьбы АР Крым с 2010 года.
За 2011 год задекларировал общий доход в 459 тыс. грн. и доход членов семьи в 466 тыс. грн. Владеет земельным участком, тремя квартирами. В собственности семьи Аксёнова находятся 1,1 млн грн. в уставном капитале.
27 февраля 2014 года группа российских военных без опознавательных знаков собрала по Симферополю депутатов Крымского Верховного совета и доставила их в захваченное здание парламента. Депутаты не особо хотели принимать участие в происходящих событиях. По сообщениям гражданина РФ Игоря Гиркина, одного из командиров, участвовавших в крымских событиях, им приходилось «загонять» депутатов в зал для принятия решений. В захваченном российскими силами здании Верховного Совета Автономной Республики Крым была проведена чрезвычайная сессия парламента АРК. Депутаты проголосовали по заранее подготовленным решениям об отстранении назначенного Януковичем премьер-министра Крыма Анатолия Могилева. Лидер спонсированной российскими спецслужбами партии «Русское единство» Сергей Аксёнов был назначен надолжность Председателя Совета министров Автономной Республики Крым. На выборах партия «Русское единство» получила перед этим всего три места в крымском парламенте, но Аксенов незадолго до событий создал свой отряд добровольцев и имел поддержку спикера парламента Владимира Константинова. Присутствие спецназа РФ в парламенте фактически сделало голосование принужденным, а журналисты, беседовавшие с депутатами, которые не были на сессии, но оказались зарегистрированными и проголосовавшими, выяснили, что достаточного для принятия решений количества депутатов — кворума — на сессии не было.
2 апреля 2014 года — назначен сопредседателем крымского регионального отделения Общероссийского народного фронта.
С 9 апреля по 25 октября 2014 года, с 7 апреля по 10 ноября 2015 года и с 6 апреля по 22 ноября 2016 года — член президиума Государственного совета Российской Федерации.
14 апреля 2014 года — указом президента РФ Владимира Путина Аксёнов назначен временно исполняющим обязанности Главы Республики Крым.
В связи с этим, Госсовет республики досрочно прекратил депутатские полномочия Аксенова.
9 октября 2014 года — избран Главой Республики Крым и принял решение о совмещении должности Главы Республики Крым и Председателя Совета министров Республики Крым.
Член Высшего Совета партии «Единая Россия».
18 сентября 2016 года в единый день голосования избран депутатом Государственной Думы Федерального собрания Российской Федерации VII созыва, однако от мандата отказался, он перешёл к тогдашнему прокурору Крыма Наталье Поклонской.
14 июня 2019 года возглавил список партии Единая Россия в Государственный Совет Республики Крым второго созыва.
19 июля 2019 года секретарь Генсовета Единой России Андрей Турчак заявил, что после парламентских выборов в Крыму партия предложит кандидатуру Сергея Аксенова на второй срок.
Председатель Крымского отделения Российского военно-исторического общества.

## Глава правительства Крыма

### Председатель Совета Министров Автономной Республики Крым

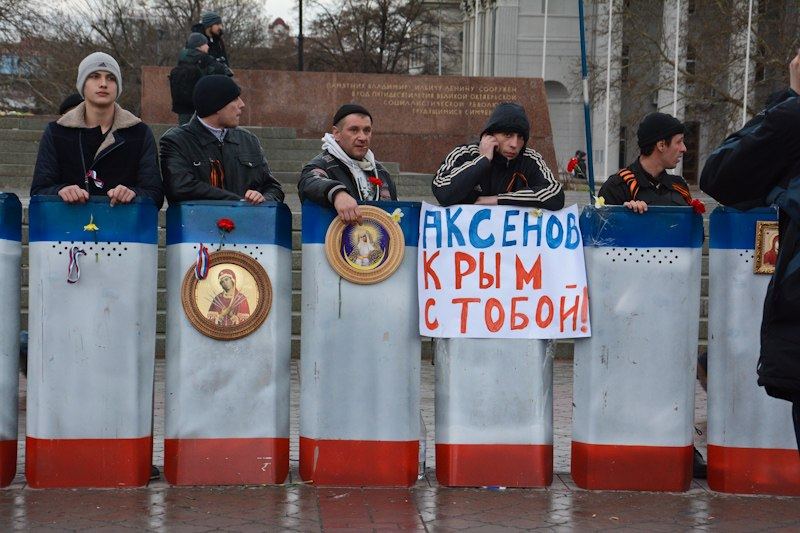
Отряд самообороны Крыма с плакатом «Аксёнов, Крым с тобой!». 6 марта 2014 года, в день назначения референдума о аннексии Крыма Россией

27 февраля 2014 года группа российских военных без опознавательных знаков собрала по Симферополю депутатов Крымского Верховного совета и доставила их в захваченное здание парламента. Депутаты не особо хотели принимать участие в происходящих событиях. По сообщениям гражданина РФ Игоря Гиркина, одного из командиров, участвовавших в крымских событиях, им приходилось «загонять» депутатов в зал для принятия решений. В захваченном российскими силами здании Верховного Совета Автономной Республики Крым была проведена чрезвычайная сессия парламента АРК. Депутаты проголосовали по заранее подготовленным решениям об отстранении назначенного Януковичем премьер-министра Крыма Анатолия Могилева. Лидер спонсированной российскими спецслужбами партии «Русское единство» Аксёнов был назначен надолжность Председателя Совета министров Автономной Республики Крым. На выборах партия «Русское единство» получила перед этим всего три места в крымском парламенте, но Аксенов незадолго до событий создал свой отряд добровольцев и имел поддержку спикера парламента Владимира Константинова. Присутствие спецназа РФ в парламенте фактически сделало голосование принужденным, а журналисты, беседовавшие с депутатами, которые не были на сессии, но оказались зарегистрированными и проголосовавшими, выяснили, что достаточного для принятия решений количества депутатов — кворума — на сессии не было.
28 февраля 2014 года было сформировано новое правительство АР Крым.
1 марта и. о. президента Украины А. В. Турчинов издал указ о незаконности назначения Аксёнова премьером, в котором объявил, что оно было совершено в нарушение Конституции Украины, Конституции АР Крым, законов Украины.

### Председатель Совета Министров Республики Крым

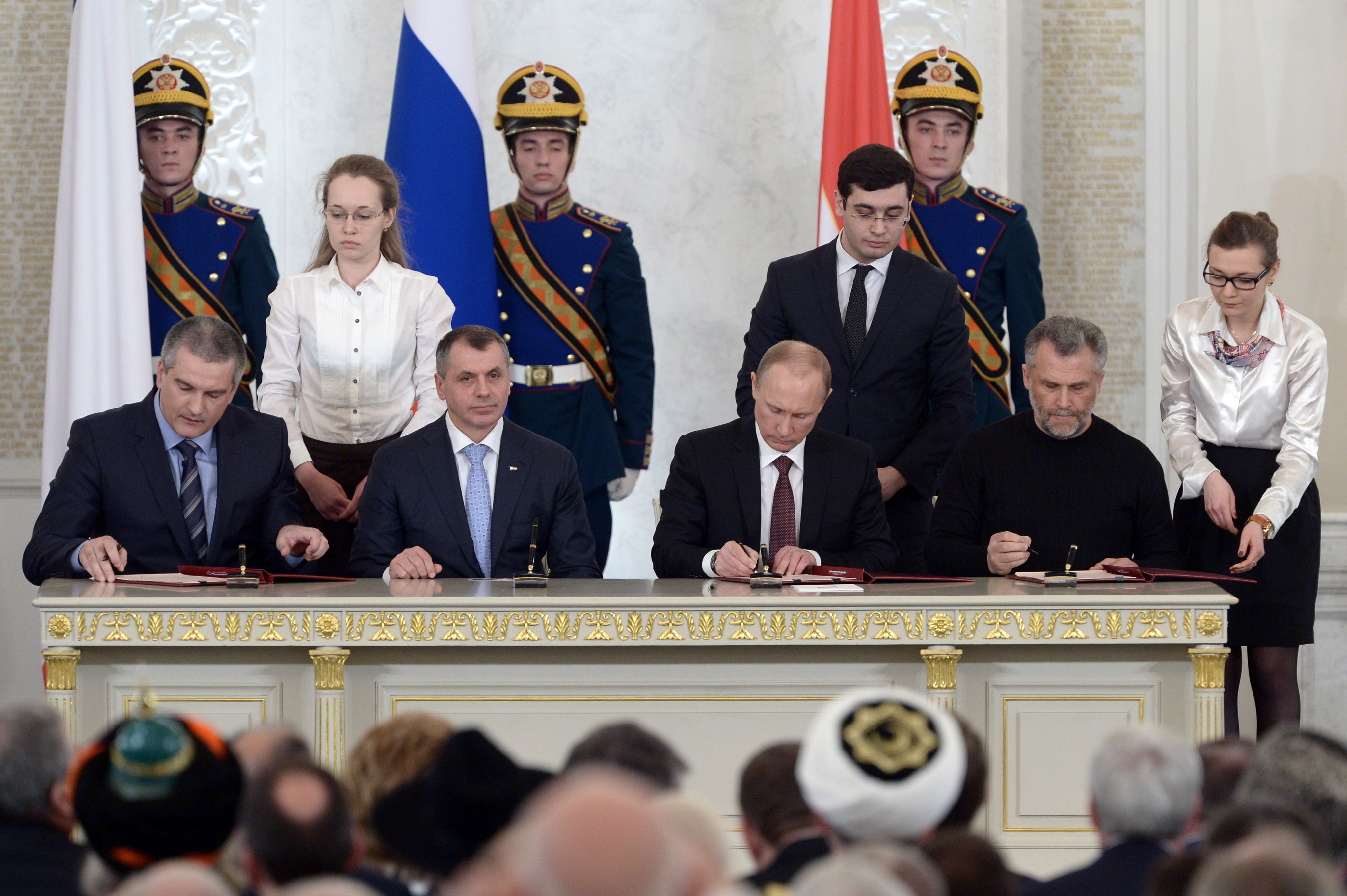
Подписание Договора о принятии Республики Крым в Российскую Федерацию в Кремле 18 марта 2014 года

1 марта Аксёнов издал приказ о переподчинении себе всех силовых структур Крыма. С этого дня возложил на себя обязанности Верховного главнокомандующего Вооружёнными силами Автономной Республики Крым и Севастополя, которые исполнял до вхождения Республики Крым в состав России. Он обратился также к Президенту России Владимиру Путину с просьбой «об оказании содействия в обеспечении мира и спокойствия на территории АРК», в чём его поддержал Виктор Янукович. 2 марта заявил о создании Военно-морских сил Крыма.
4 марта 2014 года Аксёнов сделал заявления о возможности расширения Крымской автономии за счёт других регионов Украины, если жители этих регионов выскажут такое желание и о необходимости создания министерства обороны Республики Крым.
5 марта 2014 года Шевченковский районный суд города Киева удовлетворил ходатайство органов предварительного следствия о задержании Сергея Аксёнова и Владимира Константинова, которые обвиняются в уголовном преступлении по ст. 109, ч. 1 УК Украины (действия, направленные на насильственное изменение или свержение конституционного строя или на захват государственной власти).
10 марта 2014 года Аксёнов заявил, что в Крыму будет три официальных языка — русский, украинский и крымскотатарский.

11 марта 2014 года заявил о национализации украинского флота в Севастополе.

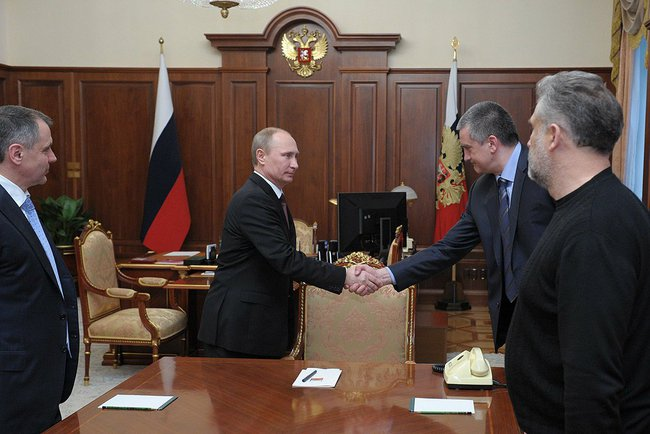
Рабочая встреча премьер-министра Республики Крым Сергея Аксёнова с президентом России Владимиром Путиным. Москва, Кремль, 18 марта 2014 года

18 марта председатель Совета министров Республики Крым Аксёнов вместе с председателем координационного совета по организации Севастопольского городского управления по обеспечению жизнедеятельности Севастополя Алексеем Чалым и председателем Государственного Совета Республики Крым Владимиром Константиновым подписал с Президентом Российской Федерации Владимиром Путиным Договор о принятии Республики Крым в Российскую Федерацию.
22 марта 2014 года Аксёнов выступил с обращением к народу Украины, в котором призвал его не подчиняться действиям власти в Киеве. 24 марта получил паспорт гражданина Российской Федерации.
26 марта Государственный Совет Республики Крым утвердил Совет министров Республики Крым как субъекта Российской Федерации во главе с премьер-министром Сергеем Аксёновым.

## Глава Республики Крым
11 апреля 2014 года Государственный Совет Республики Крым предложил президенту Российской Федерации Владимиру Путину кандидатуру Аксёнова для назначения исполняющим обязанности главы Республики Крым.
17 сентября 2014 года Путин предложил Госсовету Крыма кандидатуру Аксёнова для избрания главой республики.
9 октября 2014 года Аксёнов был единогласно избран. Также Госсовет проголосовал за совмещение должности главы республики и председателя Совета Министров Республики Крым.

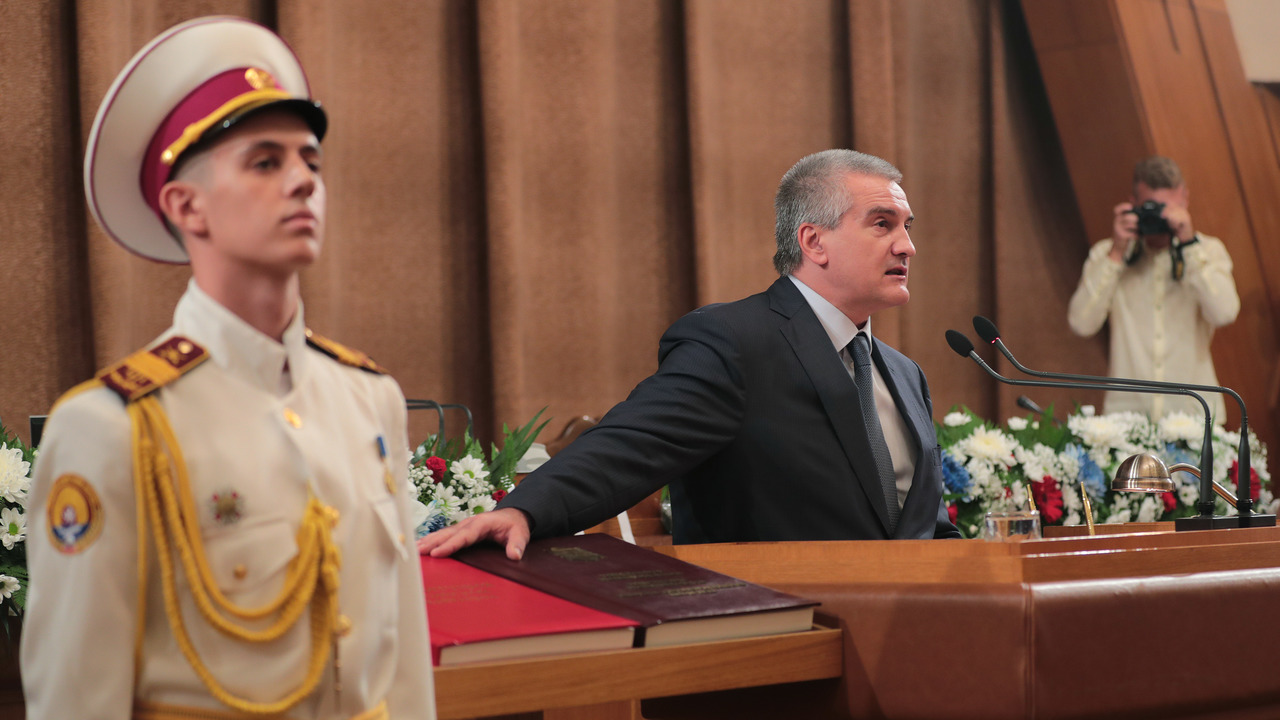
Аксёнов на инаугурации в Симферополе 20 сентября 2019 года

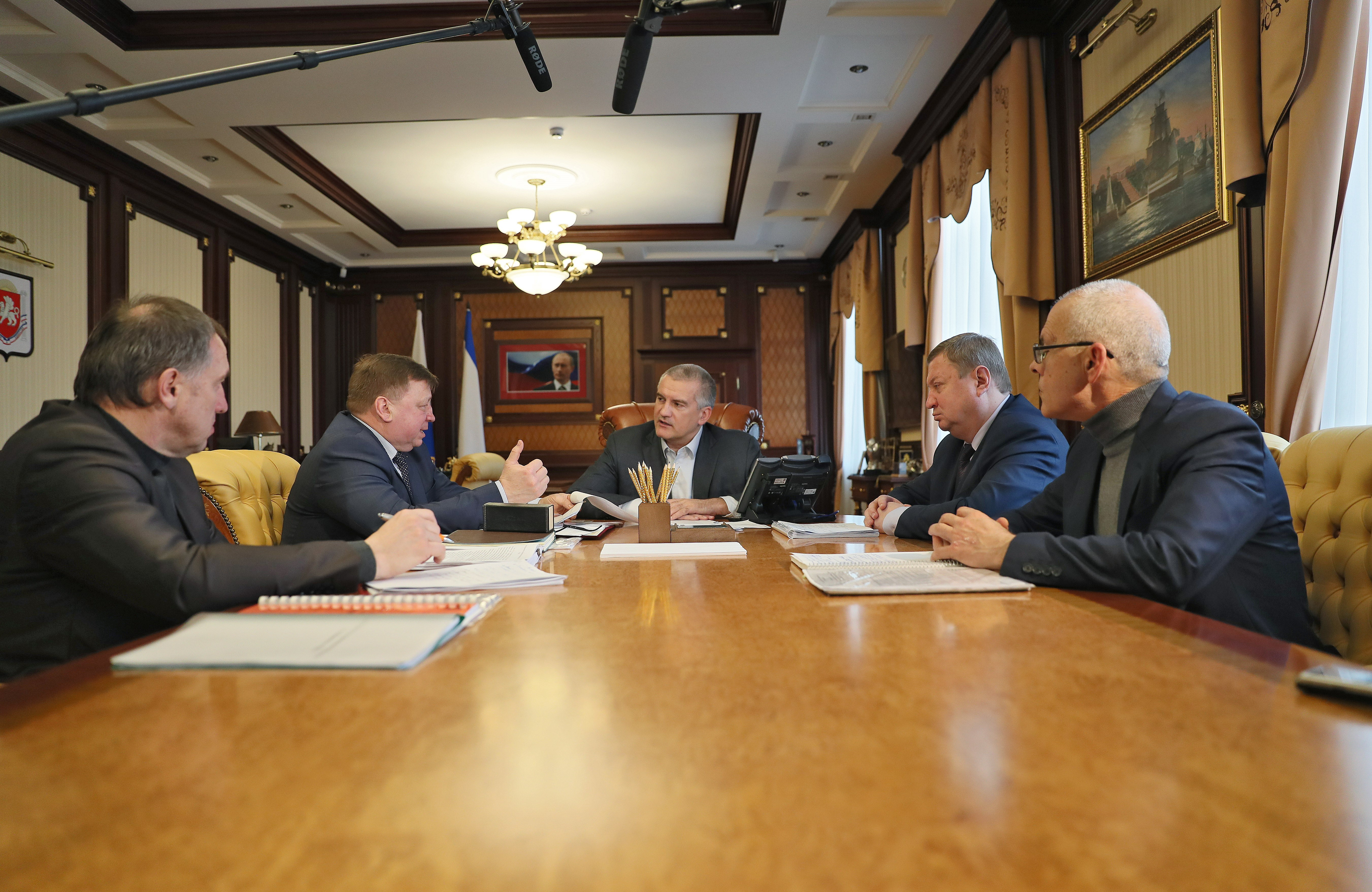
Аксёнов на совещании в Симферополе 13 февраля 2018 года

14 марта 2017 года, накануне 100-летия отречения Николая II от императорского престола в результате Февральской революции, Аксёнов в интервью Сергею Михееву в программе «Серьёзный разговор» на телеканале «Первый Крымский» заявил, что «демократия, на мой взгляд, при сегодняшних условиях, при том, что у нас есть внешний враг, — лишняя ситуация». Отметив, что «демократия должна быть до определённых, нормальных пределов», Аксёнов заявил, что «Николай II поиграл в демократию, в итоге потеряли Аляску», и «если бы у России сегодня была Аляска, это изменило бы геополитическую ситуацию во всем мире», допустив историческую неточность, так как Аляска была продана дедом Николая II, императором Александром II, ещё в 1867 году. Сказав, что «России нужна монархия», Аксёнов предположил, что «сегодня у президента [Путина] должно быть больше прав, вплоть до, извините, диктатуры». Согласно Конституции Российской Федерации — «Россия есть демократическое федеративное правовое государство с республиканской формой правления», ввиду чего СМИ расценили слова Аксёнова как попытку смены формы правления в России, что карается сроком до четырёх лет лишения свободы по статье 280-й «Публичные призывы к осуществлению экстремистской деятельности» Уголовного кодекса РФ. Пресс-секретарь президента РФ Дмитрий Песков и председатель Государственной думы Вячеслав Володин исключили возрождение монархии в России и расценили высказывания Аксёнова как его «личное мнение».
С 7 апреля по 10 ноября 2015 и с 6 апреля по 22 ноября 2016 — член президиума Государственного совета Российской Федерации.
18 марта 2017 года в эфире телеканала «Россия 1» Аксёнов пояснил, что не хочет восстановления монархии, так как «разговор шёл не о форме, не о том, что надо сменять конституционный строй, а о полномочиях», добавив, что сейчас против России «ополчились определённые силы», ввиду чего «Владимир Владимирович должен быть пожизненным президентом».
6 декабря 2017 года поддержал решение Владимира Путина баллотироваться на ещё один срок.
7 мая 2018 года Аксёнов был приглашён на инаугурацию Владимира Путина.
27 июля 2019 года Аксёнов осудил незаконные митинги в Москве, заявил что поддерживает действия правоохранительных органов по пресечению беспорядков на улицах столицы.
12 августа 2019 года Аксёнов встретился с Президентом России Владимиром Путиным, на которой главе государства был представлен отчёт о развитии полуострова за пять лет.
20 сентября 2019 года Аксёнов вновь избран главой Крыма на пятилетний срок, до 2024 года. Пост главы Правительства Аксёнов покинул, председателем Совета Министров Крыма стал Юрий Гоцанюк.
В феврале 2023 года создал собственную военизированную структуру — ЧВК «Конвой» для участия во вторжении на Украину.
12 сентября 2024 года депутаты Госсовета Крыма единогласно переизбрали Аксёнова главой Крыма.

## Награды

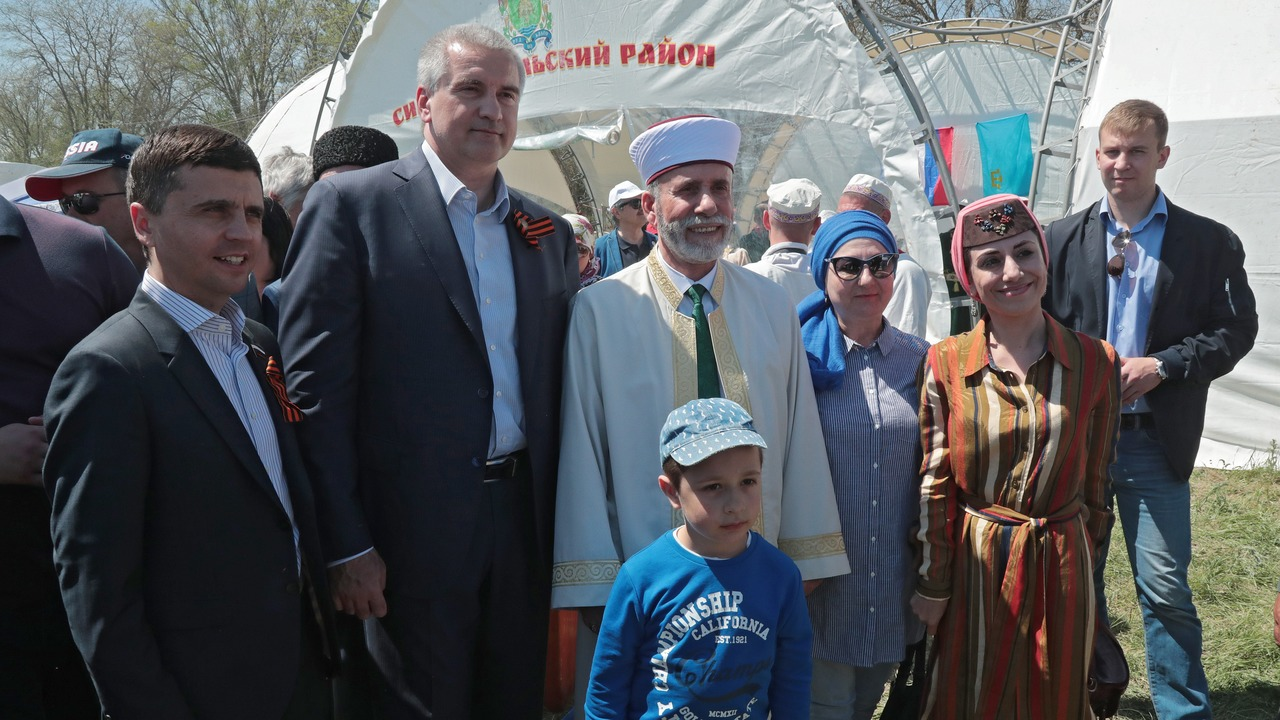
Сергей Аксенов, муфтий Крыма Эмирали Аблаев и депутат Госдумы РФ Руслан Бальбек на праздновании Хедерлез, Бахчисарай, 4 мая 2019 года

- Орден «За заслуги перед Отечеством» I степени (2014 год) — за большой вклад в укрепление российской государственности, подготовку и проведение общекрымского референдума о вхождении Республики Крым и города Севастополя в состав Российской Федерации, проявленные при этом высокую гражданскую позицию, мужество и самоотверженность[83][84][85][86].
- Орден Александра Невского (11 мая 2021 года) — за большой вклад в социально-экономическое развитие Республики Крым[87]
- Медаль «За освобождение Крыма и Севастополя» (17 марта 2014 года) — за личный вклад в возвращение Крыма в Россию[88].
- Медаль «За возвращение Крыма» (22 марта 2014 года, Минобороны России)[89].
- Премия «Золотой диплом» (17 ноября 2014 года) — за информационную открытость и поддержание открытого диалога с российскими СМИ[90].
- Орден Калашникова I степени (ООПО «Военно-спортивный союз М. Т. Калашникова», февраль 2015 года) — за особо выдающиеся заслуги, связанные с разработкой и внедрением действенных программ по работе с детьми и молодёжью, направленных на достижение ими выдающихся спортивных достижений, воспитанию у них патриотических, духовно-нравственных качеств, отвлечению от вредных привычек[91].
- Орден Дружбы народов Республики Башкортостан, (18 января 2019 года) — за большой вклад в укрепление сотрудничества между Республикой Башкортостан и Республикой Крым[92].
- Орден Дружбы (Южная Осетия, 2022 год)[93].
- Медаль имени Амет-Хана Султана «За вклад в патриотическое воспитание молодёжи» (Республика Дагестан, 28 июля 2017 года) — за значительный вклад в патриотическое воспитание молодёжи[94].

## Семья

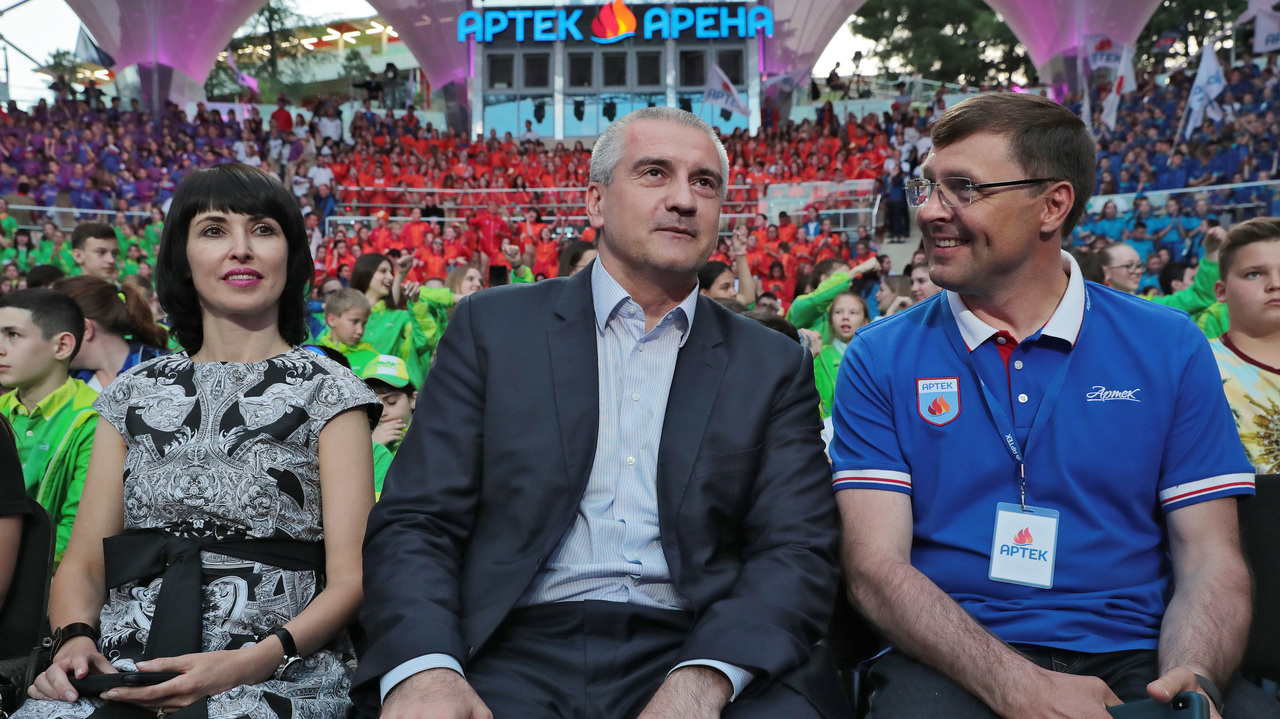
Аксёнов с супругой Еленой

Отец — Валерий Николаевич Аксёнов (род. 1949), работал настройщиком радиоаппаратуры на заводе им. Ленина в г. Бельцы в Молдавии, затем мастером, начальником цеха. Генеральный директор ООО «Панельные системы» (г. Симферополь). Бывший председатель русской общины в Молдове. С сентября 2014 года депутат Государственного Совета Республики Крым.
Мать — Нина Семёновна Аксёнова (род. 1949), пенсионерка.
Женат более 25 лет. Супруга — Елена Александровна Аксёнова (дев. Добрыня). Окончила Сельскохозяйственную академию по специальности «экономист». Предприниматель.
Дочь — Кристина (род. 1994) — начинающий предприниматель, пробует себя в бизнесе. Сын — Олег (род. 1997).

## Обвинения и скандалы

### Возможное участие в ОПГ
В милицейских оперативных базах середины 1990-х годов в качестве одного из участников ОПГ «Сейлем» проходил Аксёнов по кличке «Гоблин». Эту версию широко растиражировали местные СМИ. Кроме оперативных материалов, эту же информацию озвучили в интервью местной коммунистической газете российский адвокат Николай Полозов и крымский политик Леонид Грач, указав на то, что по его данным, Аксёнова заметил и «подобрал» Василий Джарты, который и был фактическим создателем партии «Русское единство» в Крыму. Также об этом заявлял первый заместитель председателя организации «Русская община Крыма» Михаил Бахарев, который в знак протеста против кандидатуры Аксёнова на этот пост вообще вышел из организации. В то же время сторонники Аксёнова говорили, что у многих политических деятелей Крыма в 90-е годы был какой-либо криминальный опыт.

### Конфликт с Михаилом Бахаревым
22 декабря 2009 года на пресс-конференции в Симферополе заместитель председателя Верховного Совета Автономной Республики Крым Михаил Бахарев обнародовал информацию, согласно которой Аксёнов в 1990-е годы был причастен к организованной преступной группировке «Сэйлем», в которой проходил под кличкой «Гоблин». При этом Михаил Бахарев процитировал выдержки из оперативно-розыскного дела УБОП ГУ МВД Украины в Автономной Республике Крым, ранее опубликованные в Интернете. Он также заявил о причастности «Русского единства» к рейдерским захватам автовокзала в Симферополе, ряда жилых домов, евпаторийского санатория «Искра» для детей, больных церебральным параличом, попытке захвата санатория «Горное солнце».
Вскоре после пресс-конференции Аксёнов подал исковое заявление на Михаила Бахарева о защите чести и достоинства. 26 февраля 2010 года Центральный районный суд города Симферополя признал информацию, распространённую Михаилом Бахаревым, недостоверной и обязал его выплатить Аксёнову 1 гривну в качестве компенсации за моральный вред и опровергнуть свои слова на специально собранной пресс-конференции. После суда представитель Михаила Бахарева адвокат Александр Надточеев заявил о заинтересованности судьи Екатерины Тимошенко в принятии решения в пользу истца и подал жалобу в Апелляционный суд Автономной Республики Крым.
10 июня 2010 года Апелляционный суд Автономной Республики Крым, рассмотрев дело по апелляции Бахарева, вынес решение в пользу ответчиков, так как Аксёнов не смог в суде доказать свою невиновность. В ответ на это Аксёнов заявил, что Апелляционный суд создал прецедент, следуя которому, любого человека можно публично и безнаказанно извалять во лжи: «Бахарев ссылается на то, что брал сведения из Интернета, потому за их достоверность ответственности не несёт».

### Уголовное преследование на Украине
В марте 2014 года в отношении Аксёнова было возбуждено уголовное производство в части 1 статьи 109 УК Украины (насильственное изменение или свержение конституционного строя или захват государственной власти). 4 марта окружной административный суд Киева удовлетворил ходатайство о признании противоправными и отмене решений Верховной Рады Крыма о назначении Сергея Аксёнова на должность председателя Совета министров, а 5 марта Шевченковский райсуд Киева постановил задержать Сергея Аксёнова.
13 апреля 2016 года Печерский районный суд Киева разрешил задержание Сергея Аксенова по подозрению в совершении преступления, предусмотренного ч. 5 ст. 191 (присвоение, растрата имущества или овладение им путём злоупотребления служебным положением) Уголовного кодекса Украины.
23 июня 2016 года Генеральная прокуратура Украины вызвала на допрос 29 июня Сергея Аксенова, опубликовав повестку в украинской правительственной газете «Урядовий кур'єр».

### Санкции
17 марта 2014 года Аксёнов был внесён в санкционный список специально обозначенных граждан и заблокированных лиц США и чёрный список Евросоюза.

Аксенов был избран "премьер-министром Крыма" в Верховной Раде Крыма 27 февраля 2014 года в присутствии пророссийских боевиков. Его "избрание" было признано неконституционным Александром Турчиновым 1 марта 2014 года. Он активно лоббировал проведение "референдума" 16 марта 2014 года.
За участие в процессе аннексии награжден государственным орденом РФ "За заслуги перед Отечеством" I степени.— «Официальный журнал Европейского союза», Брюссель, 17 марта 2014 года
16 сентября 2022 года был включен в расширенный санкционный список Великобритании, также находится в санкционных списках Канады, Швейцарии, Австралии, Украины и Японии.